# Ольховка (Павлодарская область)
Ольховка (каз. Ольховка) — село в Успенском районе Павлодарской области Казахстана. Входит в состав Ольгинского сельского округа. Код КАТО — 556449400.

## История
Село было основано в 1914 году в урочище Шагалы, его первыми переселенцами были крестьяне из украинского села Ольховка. К концу 1915 года в селе проживали 15 семей.
В селе был создан колхоз «Новый путь», первым председателем которого стал Семён Кривицкий. В 1932 году колхоз был переименован в колхоз имени Тимирязева. Вторым председателем колхоза стал Корней Смеричанский. В 1937 году была организовано машинно-тракторная станция, куда был переведён Смеричанский, где он проработал всю жизнь. В 1957 году ему было присвоено звание Герой Социалистического Труда. Председателем колхоза имени Тимирязева в 1938 году был избран Пётр Бойко, затем в 1940 году председателем вновь стал Семён Кривицкий.
В 1950—1970 года председателями колхоза были Коваленко, Кобыльченко, Борздый, Косухин, Очкасов, Кривошеев, Тарасенко. В 1960 году колхоз был переименован в колхоз «Россия». В связи с укрупнением в 1971 году колхоз «Россия» был присоединён к колхозу имени Энгельса. Центральной усадьбой колхоза осталось село Ольгино, а Ольховка стала его отделением.

## Население
В 1999 году население села составляло 184 человека (93 мужчины и 91 женщина). По данным переписи 2009 года, в селе проживало 99 человек (47 мужчин и 52 женщины).

## Известные жители и уроженцы
- Смеричанский, Корней Антонович (1910—1984) — Герой Социалистического Труда[4].